# Serpocaulon meniscifolium
Serpocaulon meniscifolium là một loài thực vật có mạch trong họ Polypodiaceae. Loài này được (Langsd. & Fisch.) A.R. Sm. mô tả khoa học đầu tiên năm 2006.